# Rastkogel
Der Rastkogel ist ein pyramidenförmiger, 2762 m ü. A. hoher Berg im Hauptkamm der Tuxer Alpen im österreichischen Bundesland Tirol.

## Lage und Umgebung

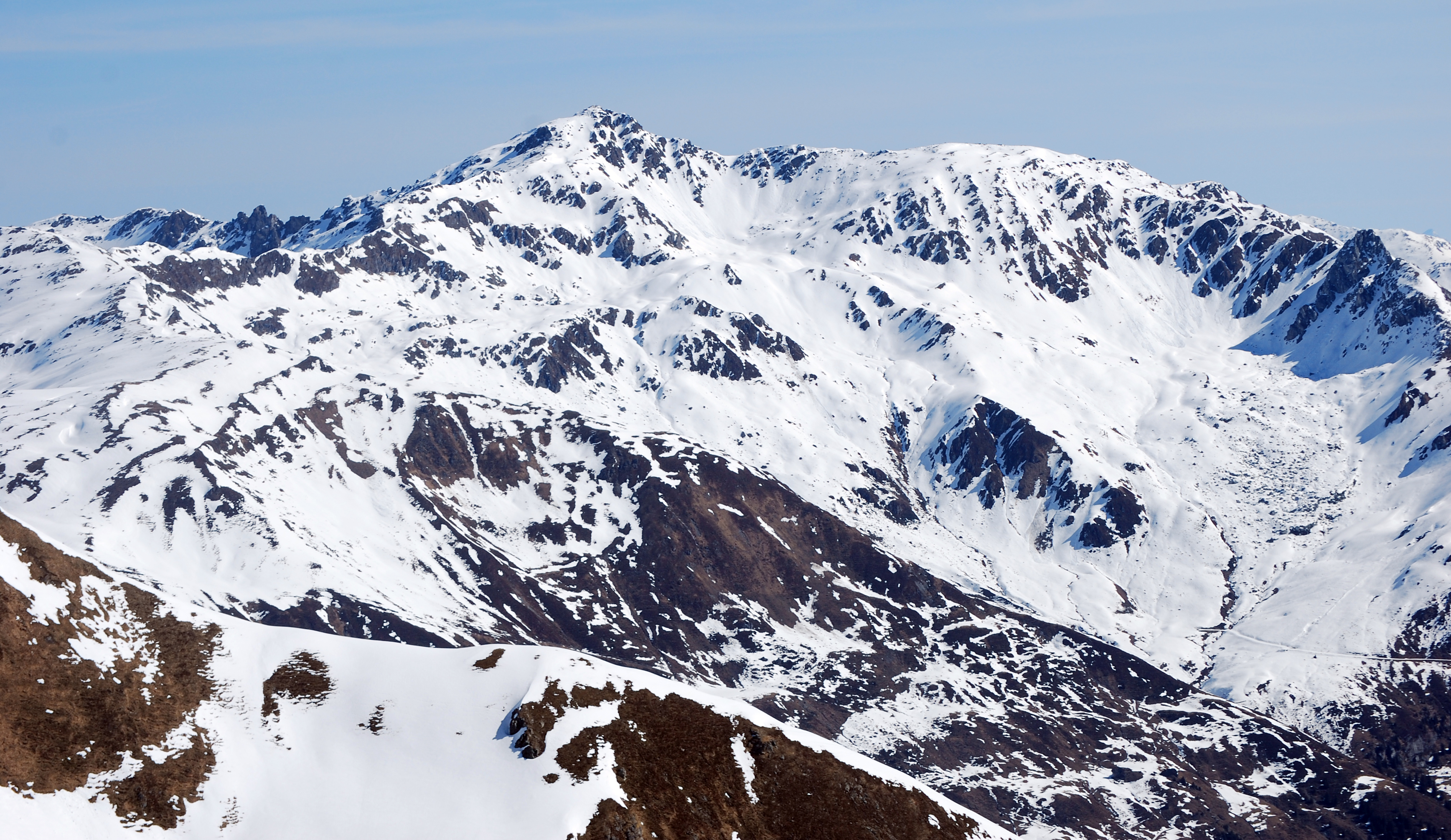
Der Rastkogel von Südwesten

Der Rastkogel liegt fünf Kilometer Luftlinie nordnordöstlich von Vorderlanersbach (Gemeinde Tux) im Tuxertal, dem westlichsten Seitental des Zillertals. Benachbarte Gipfel sind im Westen, durch das Nurpensjoch (2525 m) getrennt, die Halslpitze mit 2.574 Metern Höhe, und weiter gegen die Wattentaler Lizum zu, der Hirzer (2725 m). Im Norden liegt der Roßkopf (2576 m) und – weit ins Inntal vorragend – der Gilfert (2506 m) und im Osten, getrennt durch das Hoarbergjoch (2590 m), der Pangert mit 2.550 Metern Höhe.
Auf Grund seiner dominanten Stellung nach Süden zum Tuxertal hin ist der Rastkogel ein viel begangener Berg. Auf ihm teilt sich der Kamm kreuzförmig in die genannten drei Richtungen, deren Felswände aber dennoch Nord-Süd-orientiert sind. Nach Süden fällt das Massiv relativ steil ins Tuxertal ab.

## Stützpunkte und Routen zum Gipfel

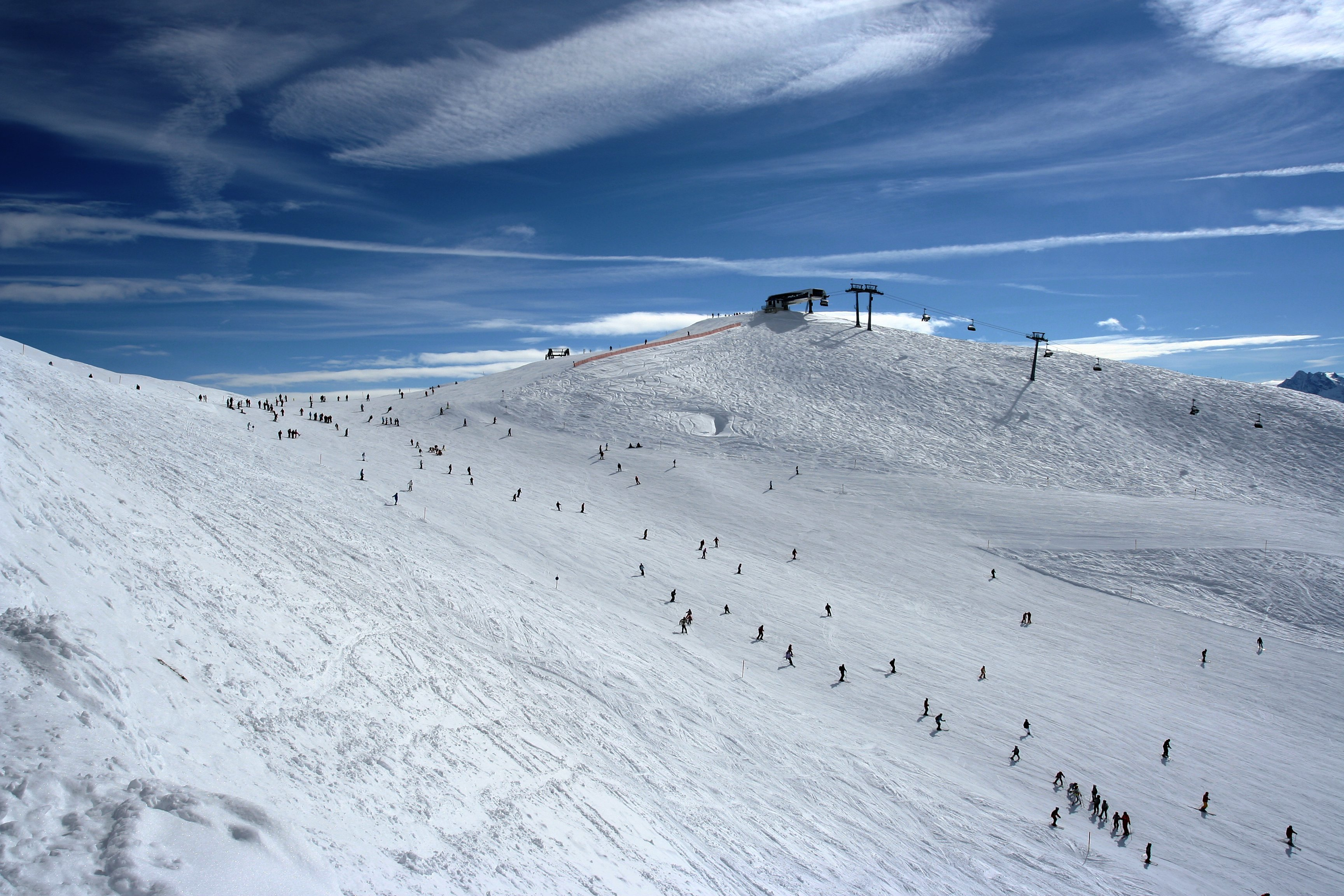
Skibetrieb Nähe Rastkogel

Die Besteigung des Rastkogels in Form einer alpinen Bergwanderung über den Normalweg, dem leichtesten Anstieg erfolgt von Norden her über den Südostgrat von der Rastkogelhütte (2117 m) aus in rund drei Stunden. Eine weitere Route verläuft von der nordwestlich gelegenen Weidener Hütte auf 1.799 Metern Höhe aus über die Haslspitze, das Nurpensjoch und dem Westgrat in gut vier Stunden zum Gipfel (diese Route kann auch von Innerst durch das Nurpsenstal am Nurpensjoch erreicht werden). Von Vorderlanersbach aus kann der Gipfel über die Südroute erreicht werden, die über das Almgebiet der Lämmerbichlalm, das Nurpensjoch und den Westgrat hinaufführt (dieser Aufstieg kann verkürzt werden durch Start am Parkplatz bei den Geiselhöfen), Zeitbedarf rund 4,5 Stunden.
Im Winter stellt der Rastkogel einen klassischen Skitourenberg dar, da er von drei Seiten aus mit Tourenski bestiegen werden kann: Durch das Sidantal von Schwendberg via Rastkogelhütte und Sidanseen (Start am Parkplatz bei der Möslbahn oder bei der höher gelegenen ehemaligen Sportalm an der Zillertaler Höhenstraße, alternativ von Hochfügen via Sidanjoch oder mit Überschreitung des Roßkopfes), von Innerst über das Nurpenstal und die Halgelhütte sowie von Vorderlanersbach über die Lämmerbichlalm und den Südostrücken (Start an der Talstation der Rastkogelbahn oder verkürzt am Parkplatz bei den Geislhöfe). Deutlich anspruchsvoller ist der Aufstieg mit Ski über den Westgrat. Am kürzesten dagegen ist ein Aufstieg unter Zuhilfenahme der Lifte im Skigebiet Rastkogel – von der obersten Bergstation (8er-Sesselbahn Horbergjoch) ist der Gipfel über das Hoarbergjoch und den Südostrücken in etwa 1,5 Stunden erreichbar.
An der Südwestflanke des Rastkogels befindet sich ein Skigebiet, das mit einer Einseilumlaufbahn (Rastkogelbahn) von Vorderlanersbach aus erreichbar ist.